# Luck (Wisconsin)
Luck ist eine Gemeinde (mit dem Status „Village“) im Polk County im US-amerikanischen Bundesstaat Wisconsin. Im Jahr 2010 hatte Luck 1119 Einwohner.

## Geografie
Luck liegt im Nordwesten Wisconsins, rund 20 km östlich des St. Croix River. Dieser bildet die Grenze Wisconsins zu Minnesota und mündet rund 115 km südsüdwestlich von Luck in den Mississippi. Der Ort liegt zwischen zwei kleinen Seen, dem Big Butternut Lake und dem Little Butternut Lake.
Die geografischen Koordinaten von Luck sind 45°34′34″ nördlicher Breite und 92°28′58″ westlicher Länge. Das Gemeindegebiet erstreckt sich über eine Fläche von 6,47 km², die sich auf 4,90 km² Land- und 1,57 km² Wasserfläche verteilen. Die Gemeinde Luck wird fast vollständig von der Town of Luck umgeben, ohne dieser anzugehören. Im Süden grenzt die Town of Milltown an das Gemeindegebiet.
Nachbarorte von Luck sind Frederic (11 km nördlich), McKinley (24,7 km östlich) und Milltown (7 km südsüdwestlich).
Die nächstgelegenen größeren Städte sind die Twin Cities (Minneapolis und Saint Paul) in Minnesota (109 km südwestlich), Duluth am Oberen See in Minnesota (152 km nordnordöstlich), Eau Claire (163 km südöstlich) und Rochester in Minnesota (152 km südlich). Wisconsins Hauptstadt Madison liegt 433 km südöstlich.

## Verkehr
Im Zentrum von Luck treffen die Wisconsin State Highways 35, 46, 48 und 250 zusammen. Alle weiteren Straßen sind untergeordnete Landstraßen, teils unbefestigte Fahrwege oder innerörtliche Verbindungsstraßen.
In Nord-Süd-Richtung führt der Gandy Dancer State Trail durch das Gemeindegebiet von Luck. Dabei handelt es sich um einen als Rail Trail bezeichneten kombinierter Wander- und Fahrradweg auf der Trasse einer stillgelegten Eisenbahnstrecke. Der Name des Wegs geht auf das Slangwort Gandy Dancer zurück, womit ein Eisenbahnarbeiter bezeichnet wurde.
Der nächste Flughafen ist der Minneapolis-Saint Paul International Airport (122 km südwestlich).

## Bevölkerung
Nach der Volkszählung im Jahr 2010 lebten in Luck 1119 Menschen in 475 Haushalten. Die Bevölkerungsdichte betrug 228,4 Einwohner pro Quadratkilometer. In den 475 Haushalten lebten statistisch je 2,23 Personen. 
Ethnisch betrachtet setzte sich die Bevölkerung zusammen aus 97,2 Prozent Weißen, 0,2 Prozent Afroamerikanern, 0,5 Prozent amerikanischen Ureinwohnern, 0,1 Prozent (eine Person) Asiaten sowie 0,2 Prozent aus anderen ethnischen Gruppen; 1,8 Prozent stammten von zwei oder mehr Ethnien ab. Unabhängig von der ethnischen Zugehörigkeit waren 1,7 Prozent der Bevölkerung spanischer oder lateinamerikanischer Abstammung. 
20,7 Prozent der Bevölkerung waren unter 18 Jahre alt, 55,6 Prozent waren zwischen 18 und 64 und 23,7 Prozent waren 65 Jahre oder älter. 50,7 Prozent der Bevölkerung waren weiblich.
Das mittlere jährliche Einkommen eines Haushalts lag bei 36.506 USD. Das Pro-Kopf-Einkommen betrug 23.499 USD. 14,9 Prozent der Einwohner lebten unterhalb der Armutsgrenze.